# Cargo Films
 (septembre 2008).
Si vous disposez d'ouvrages ou d'articles de référence ou si vous connaissez des sites web de qualité traitant du thème abordé ici, merci de compléter l'article en donnant les références utiles à sa vérifiabilité et en les liant à la section « Notes et références ».
Cargo Films est une société française de production de films et de programmes audiovisuels fondée en 1984 par le réalisateur Jean-Jacques Beineix.

## Objectifs
Cargo Films mène une politique de développement de longs métrages et de documentaires qui s'ouvre progressivement à de jeunes talents, tant dans les domaines de la réalisation que de l'écriture.

## Filmographie de la société
- 1986 : 37°2 le matin de Jean-Jacques Beineix
- Roselyne et les Lions de Jean-Jacques Beineix
- 1992 :
  - IP5 : L'île aux pachydermes de Jean-Jacques Beineix
  - Les Enfants de Roumanie de Jean-Jacques Beineix
- 1993 : Otaku : fils de l'empire du virtuel de Jean-Jacques Beineix
- 1994 : Place Clichy sans complexe de Jean-Jacques Beineix
- 1997 : Assigné à résidence de Jean-Jacques Beineix
- 2001 : Mortel transfert de Jean-Jacques Beineix
- 2002 : Loft Paradoxe de Jean-Jacques Beineix
- 2006 :
  - Requiem for Billy the Kid d'Anne Feinsilber
  - Allez Yallah! de Jean-Pierre Thorn
  - Cosmic Connexion d'Anne Jaffrenou et Marie Cuisset
- 2007 : L'Énigme du deuxième tableau de Muriel Edelstein
- 2013 : Les Gaulois au-delà du mythe de Jean-Jacques Beineix